# Buch (Riedenburg)
Buch ist ein Ortsteil der im niederbayerischen Landkreis Kelheim gelegenen Stadt Riedenburg.

## Geografie
Das Kirchdorf befindet sich etwa zweieinhalb Kilometer südöstlich von Riedenburg auf der rechten Seite der Altmühl und liegt auf einer Höhe von 463 m ü. NHN südlich des Naturschutzgebiets Klamm und Kastlhäng.

## Geschichte
Die katholische Kirche St. Jakob d. Ä. in Buch ist eine Saalkirche mit Satteldach und eingezogenem Rechteckchor aus dem 17. Jahrhundert, im Kern aber mittelalterlich.
Durch die zu Beginn des 19. Jahrhunderts im Königreich Bayern durchgeführten Verwaltungsreformen wurde der Ort zu einer eigenständigen Landgemeinde, zu der mit der am 1. April 1949 eingegliederten Gemeinde Echendorf noch Echendorf, Echenried, Kohlmühle und Schambach gehörten.
Im Zuge der in den 1970er Jahren durchgeführten kommunalen Gebietsreform in Bayern wurde die Gemeinde am 1. Januar 1972 nach Riedenburg eingegliedert.